# Thunderhead Mountain
La Thunderhead Mountain è una montagna che si trova nell’area della Black Hills National Forest nella parte sud-occidentale del Dakota del Sud in prossimità del confine con il Wyoming.

## Descrizione
Con i suoi 2.002 metri di altezza (6.567 piedi) e la sua forma allungata caratterizzata da morbidi declivi di granito che tendono al rossastro, la montagna domina l’area del Custer State Park tra le città di Custer e Hill City e dista circa 27 chilometri (17 miglia) dal Monte Rushmore dove sono scolpiti i volti di quattro presidenti degli Stati Uniti d'America.
Come le omonime montagne del Tennessee e del Montana, questa del Dakota del Sud probabilmente deve il suo nome alle nubi temporalesche che spesso, in maniera imprevedibile, ne avvolgono la sommità.
Pur non essendo la montagna più alta delle Black Hills (letteralmente Colline Nere in italiano, Pahá Sápa in lingua lakota), la Thunderhead Mountain, oltre ad essere un luogo sacro per gli indiani Lakota, ne è sicuramente il punto di riferimento più noto in quanto la realizzazione del Crazy Horse Memorial, in ricordo del loro grande capo di guerra, l’ha resa una popolare meta turistica. Dal lontano 1948 , infatti, un enorme cantiere sta lavorando a questo gigantesco progetto che, una volta completato, risulterà essere la scultura in granito più grande al mondo.

## Il polo culturale
Ma l'area della Thunderhead Mountain è anche un importante polo culturale. Essa, infatti, ospita l’Indian Museum of North America e il Native American Educational and Cultural Center. Quest'ultimo ha sede in un caratteristico edificio in pietra completato nel 1996 e realizzato con la roccia esplosa dal cantiere del Crazy Horse Memorial.
Il Welcome Center del Crazy Horse Memorial, infine, è dotato di strutture atte ad ospitare eventi e manifestazioni culturali organizzate dalla Memorial Foundation, l'organizzazione non profit che finanzia e gestisce l'intero progetto.